# James (banda)
James é uma  banda inglesa da cidade de Manchester que foi formada em 1981.
A banda teve os seus maiores êxitos durante a década de 1990, entre eles incluem-se hits musicais que marcaram gerações como "Lose Control", "Sit Down", "Laid", "Say Something", "Born of Frustration", "Sometimes", entre outros. Já no século XXI, atingiram alguma notoriedade com o single "Getting Away With It (All Messed Up)".
Até a data, a banda vendeu mais de 25 milhões de cópias de discos em todo o mundo.

## Membros
Actuais
- Tim Booth
- Jim Glennie
- Larry Gott
- David Baynton-Power
- Saul Davies
- Mark Hunter
- Andy Diagram
- Chloe Alper

Ex Membros
- Adrian Oxaal
- Paul Gilbertson
- Gavan Whelan
- Michael Kulas

## História

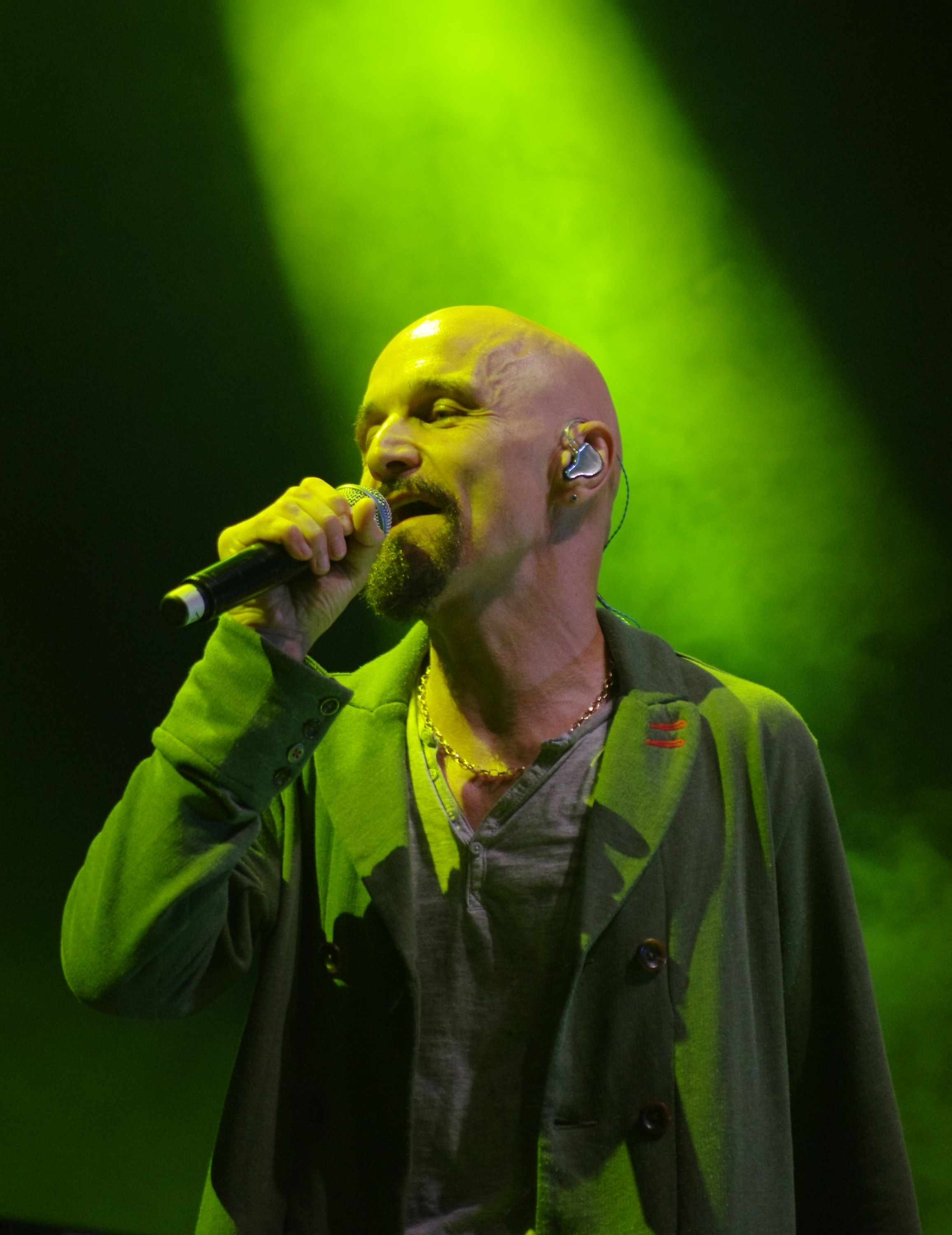
Tim Booth

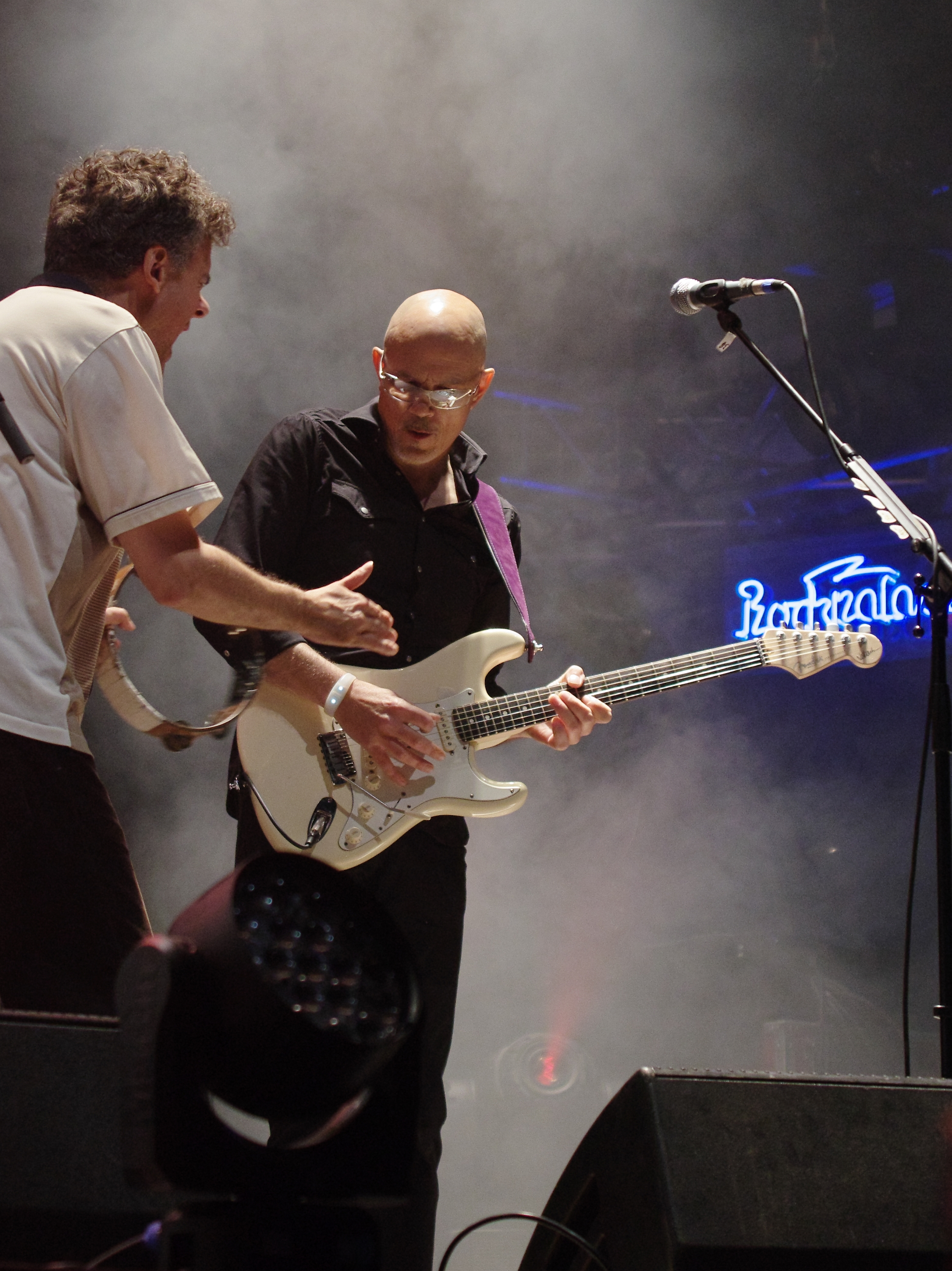
Larry Gott

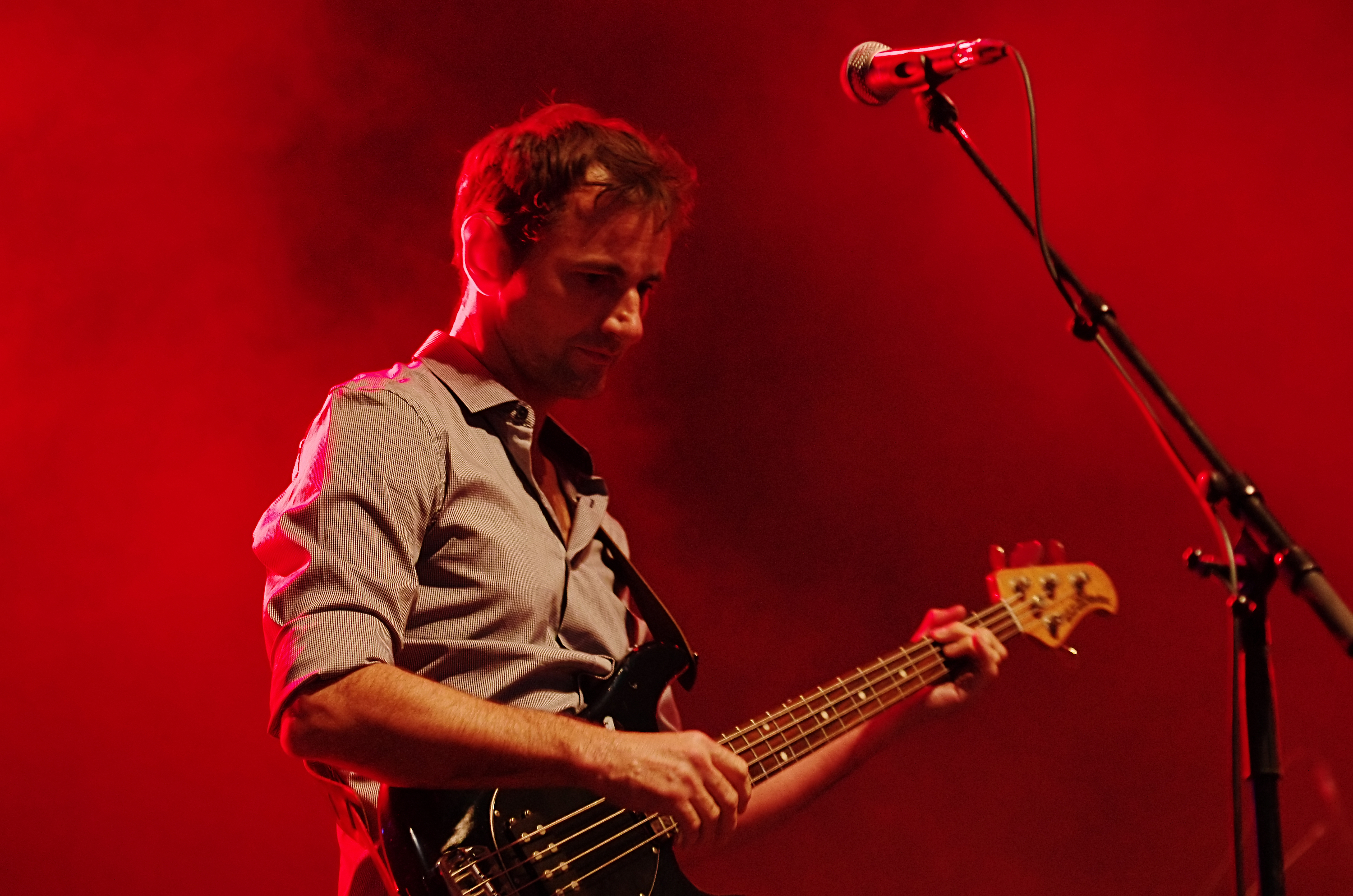
Jim Glennie

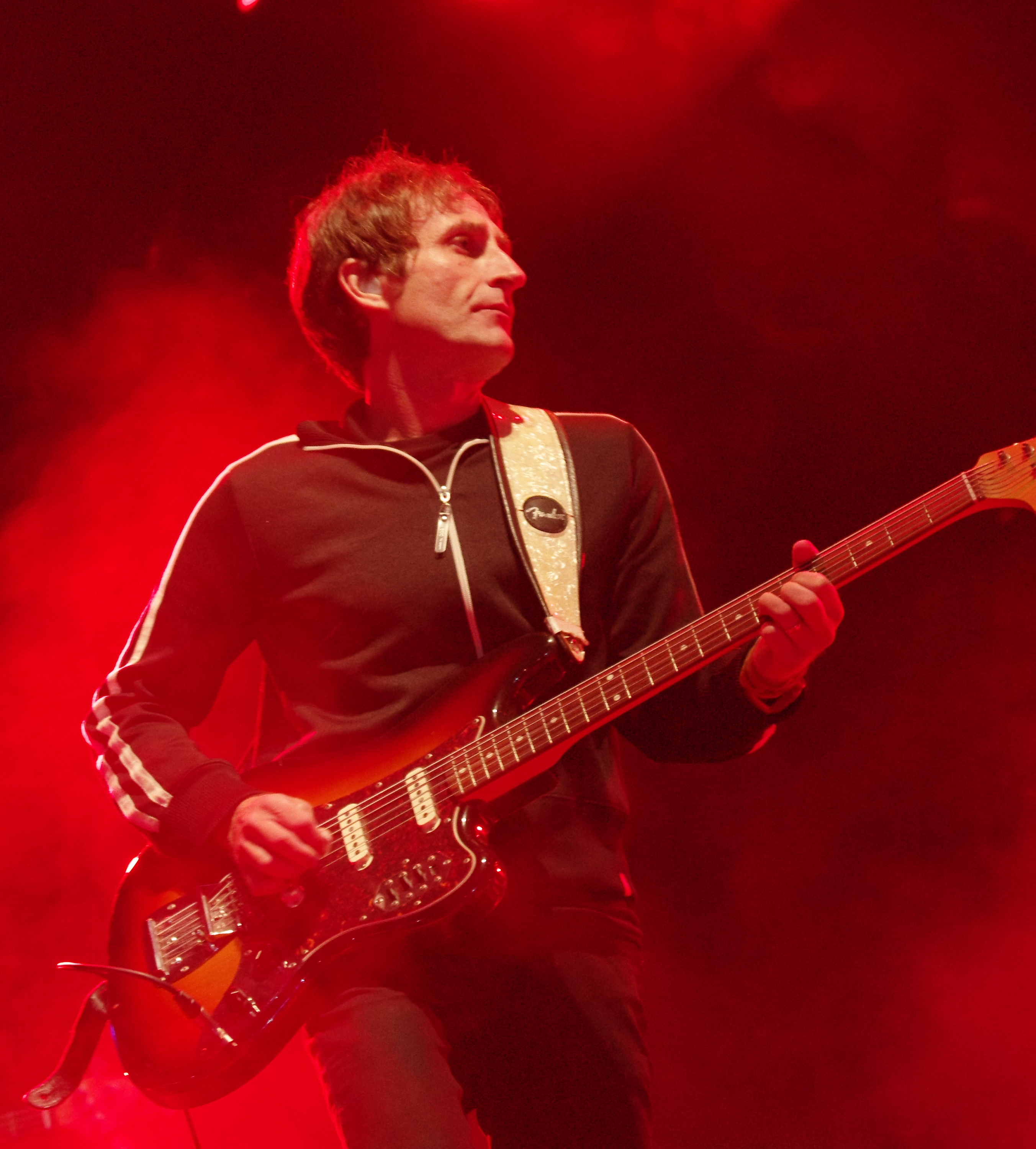
Saul Davies

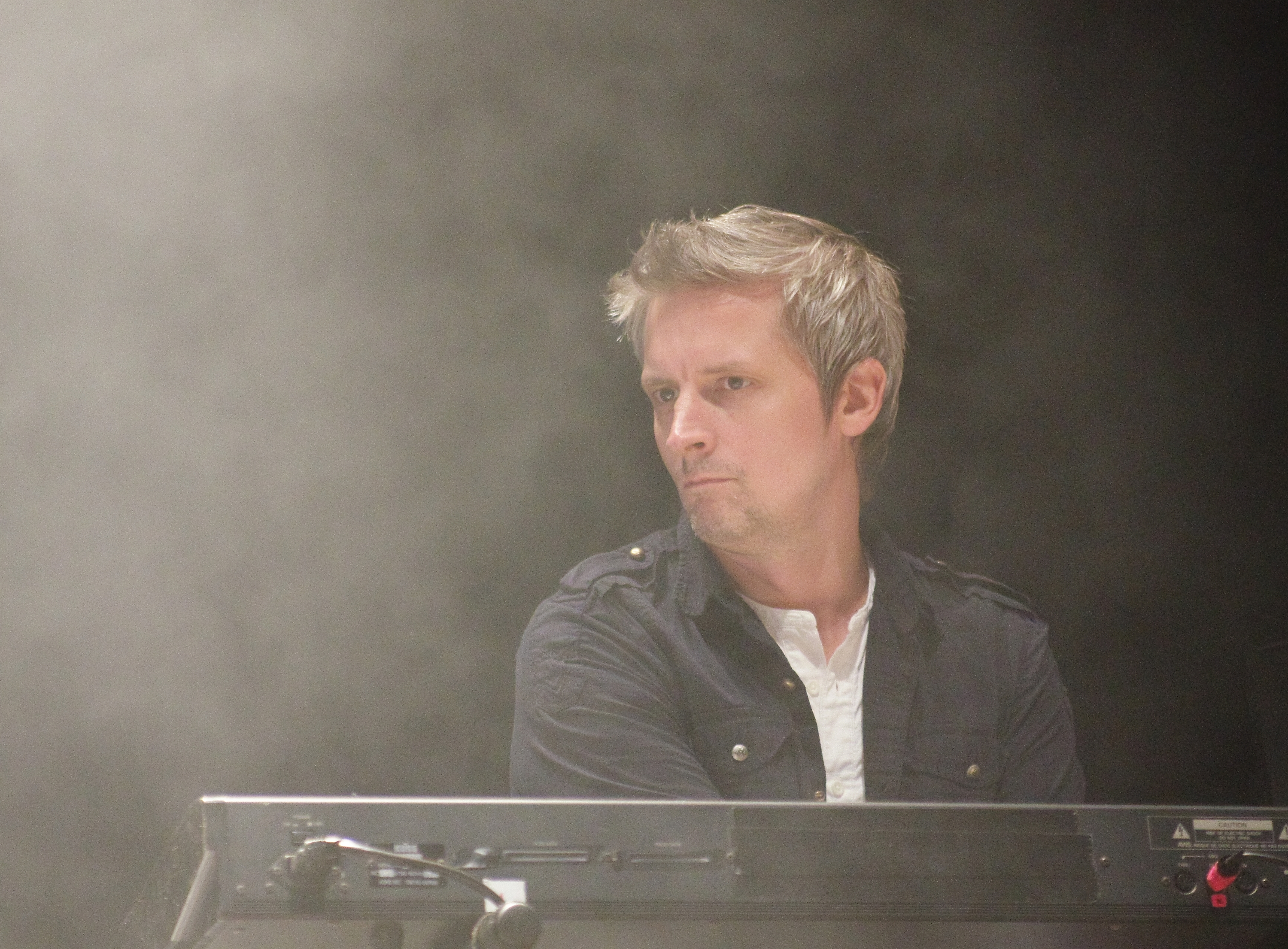
Mark Hunter

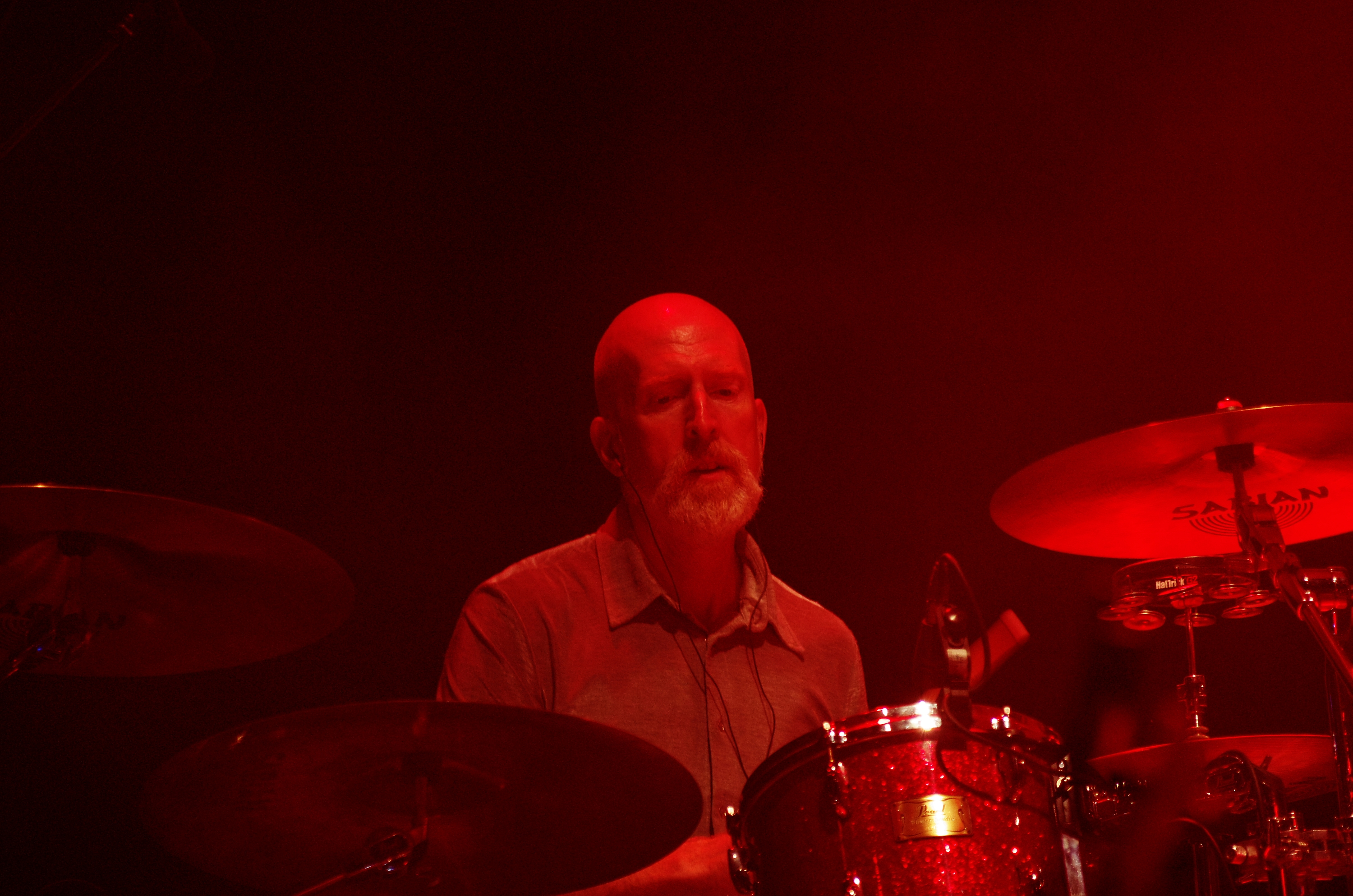
Dave Baynton-Power

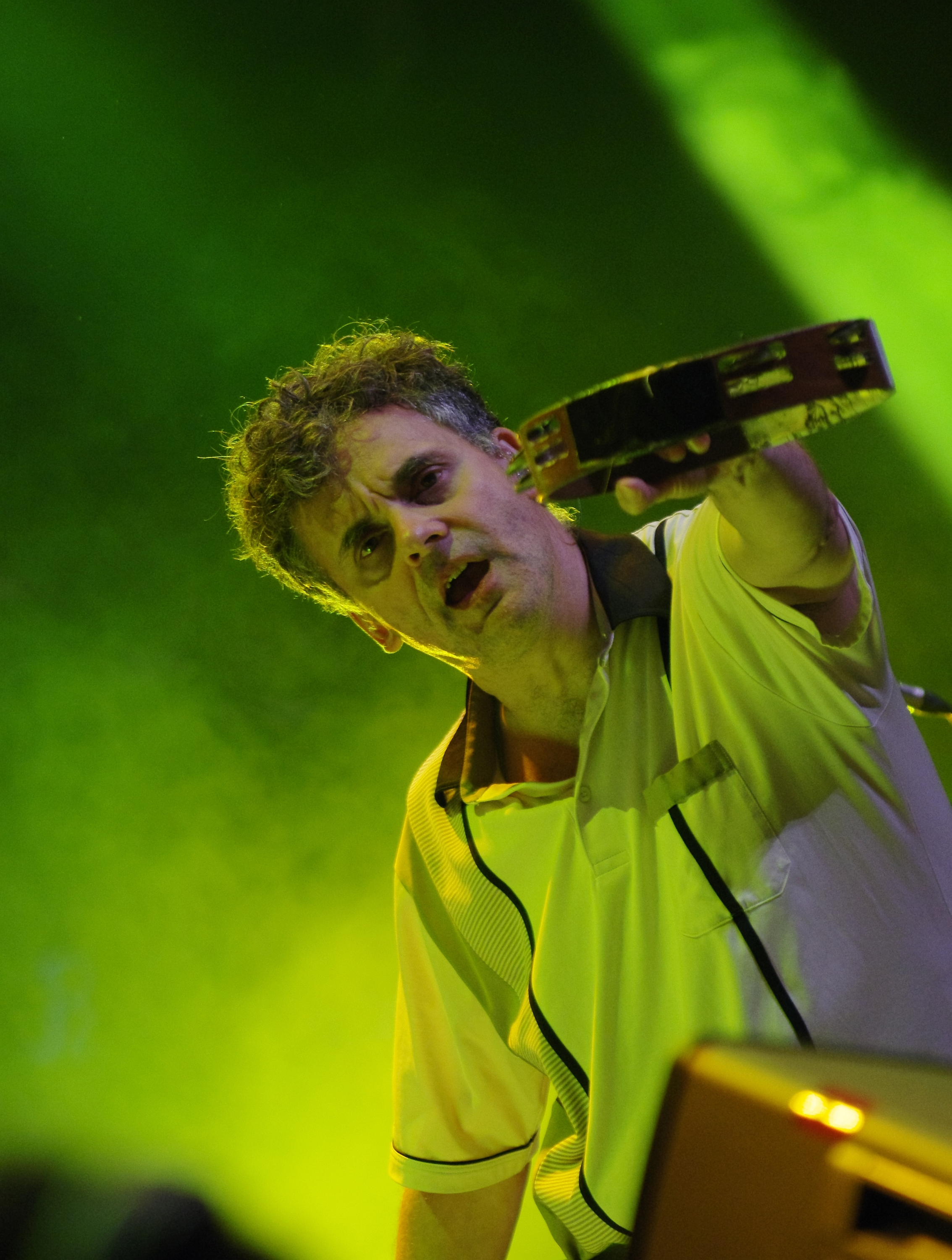
Andy Diagram

### A década de 1980
A primeira encarnação dos James teve início por volta de 1982, em Manchester, quando o imaturo guitarrista, Paul Gilbertson, inspirado pela época post-punk em que se vivia, decide convencer o seu melhor amigo Jim Glennie a comprar um baixo e a formarem uma banda. A partir daí Gilbertson e Glennie ensaiaram bastante, até conseguirem apurar um pouco mais a sua música. Posteriormente Gavan Whelan, baterista, juntou-se aos outros dois elementos, e a banda teve assim a sua primeira formação. Este trio tocou alguns concertos sob o nome de Venereal and The Diseases e depois Volume Distortion, e ainda um pouco mais tarde com o nome de Model Team International.
Como jovens músicos poucos experientes ou mesmo ainda aprendizes que eram, estes davam concertos muito espontâneos, baseados nas suas jam sessions, este trio chegou a ser banda de suporte do grupo "The Fall". Inevitavelmente teve que aparecer um vocalista, foi então que a banda numa discoteca universitária encontrou o jovem estudante de drama, Tim Booth, que chamou a atenção pelo seu estilo de dança. A banda convidou, o jovem para dançarino, e o convite foi aceite. Rapidamente Tim Booth passou para vocalista principal e letrista.
Era evidente o contraste existente dentro da banda entre um jovem universitário, bem falado, e os restantes elementos da banda, havia uma mistura entre um som primitivo e uma sensibilidade artística das letras.
Após um breve período com o nome de Tribal Outlook, a banda finalmente se passa a chamar James em Agosto de 1982, o nome, James, surgiu em homenagem ao poeta James Joyce.
A banda continuou a desenvolver a sua própria sonoridade sempre apoiada na guitarra de Gilbertson, e este nunca quis desenvolver nada que se parecesse com outra banda e também não tinha medo de correr riscos.Um concerto em Haçienda despertou a atenção do bem conhecido de Tony Wilson da Factory Records. Este ofereceu à banda a oportunidade de gravarem um álbum pela Factory. Neste Momento a banda ainda não se sentia preparada para lançar um álbum, mas lançou um Ep com três músicas, Chamado Jimone EP, que foi lançado em Novembro de 1983 pela Factory, este foi considerado single da semana pela major music papers no Reino Unido, e valeu a participação numa tour dos Smiths como banda de suporte.
As expectativas em relação a esta banda, na época eram muito elevadas. Mas como se suspeitava Paul Gilbertson, tinha problemas com droga, o que forçou o seu abandono da banda. O segundo EP da Banda, James II, foi lançado um ano depois do primeiro e teve direito a um artigo com a imagem da capa do Ep na NME. Larry Gott tinha substituído o Paul Gilbertson na guitarra. As críticas do Ep foram mais uma vez positivas, o que aumentou a ansiedade da Factory em lançar um álbum da banda, contudo a banda rescindiu com a Factory e assinou pela Sire Records, onde lançou o seu primeiro álbum.
O terceiro Ep da banda chamado Sit Down Ep sem qualquer relação com a música, foi lançado em Março de 1986 e foi seguido pelo primeiro álbum de estúdio da banda, Stutter em Junho desse mesmo ano, embora a banda tivesse tido uma poderosa estreia, os mídia perderam o interesse na banda devido ao seu lento progresso, o álbum atingiu apenas o posto  #68 na tabela de vendas, o que a desacreditação por parte da editora. Mesmo assim em Setembro de 1988 numa tentativa desesperada de agradar à editora, os James gravaram o seu segundo álbum, que a muito custo a Sire aceitou lança-lo no entanto não o promoveu, tendo atingido apenas o #90 posto na tabela de vendas. Depois de encontrar uma cláusula de rescisão, a banda abandona a Sire, no entanto havia muitas dívidas para pagar. Os membros da banda desesperados por dinheiro sujeitam-se a ser cobaias humanas em testes de medicamentos na Enfermaria Real de Manchester, tendo mesmo saído num documentário televisivo sobre o desespero de artistas rock decadentes. No entanto nem tudo estava perdido.
Os James tinham consolidado o estatuto de dar concertos ao vivo, e tinha também uma boa base de fãs, que se estava a espalhar de boca a boca, ganharam a alcunha de "o segredo mais bem guardado de Manchester", e começaram a investir no merchandising, brincando-se na altura dizendo que vendiam mais t-shirts do que música. A banda conseguiu um empréstimo de um banco para financiar a produção do álbum ao vivo, "One Man Clapping" e com a ajuda da Rough Trades Records, O álbum foi para o posto # 1 nas tabelas indie, e os mídia revitalizaram o interesse na banda.
Em Novembro de 1988 Gavan Whelan envolveu-se numa cena de pancadaria com Tim Booth Whelan foi convidado a sair da banda. David Baynton-Power substituiu Whelan, alguns meses depois. No entanto a banda percebeu que teria de rejuvenescer um pouco a sua sonoridade e consequentemente recrutou novos músicos. No ano entraram então para a banda três novos membros, Saul Davies (gutarra, violino, percussão), Mark Hunter (teclados) e Andy Diagram (trompete, percussão). Este septo entrou no ano seguinte em estúdio para gravar o seu terceiro álbum, e os novos singles "Sit Down" e "Come Home" que se tornaram em fortes hits nas tabelas independentes.
O álbum "Gold Mother" tinha sido destinado a ser lançado pela Rough Trades, no entanto a editora não ofereceu as condições pretendidas pela banda, e esta acreditando muito no potencial deste álbum viu-se obrigada a comprar os direitos à Rough Trade. Uma turnê de Inverno de 1989 bem sucedida saltou aos olhos da Fontana Records, editora pela qual os James editaram o seu terceiro álbum de estúdio. E assim a banda termina a década de 1980 com perspectivas optimistas para o futuro.

## Discografia

### Álbuns
Estúdio
- 1986 Stutter (UK #68)
- 1988 Strip-mine (UK #90)
- 1990 Gold Mother (UK #2)
- 1992 Seven (UK #2)
- 1993 Laid (UK #3, US #72)
- 1994 Wah Wah (UK #11)
- 1997 Whiplash (UK #9, US #158)
- 1999 Millionaires (UK #2)
- 2001 Pleased to Meet You (UK #11)
- 2008 Hey Ma (UK #10)
- 2010 The Night Before (UK #20)
- 2010 The Morning After (UK #19)
- 2014 Le Petite Mort

Ao vivo
- 1989 One Man Clapping
- 2002 Getting Away With It… Live (UK #102)
- 2008 James Live in 2008 - The Album

Compilações
- 1991 James
- 1998 The Best Of (UK #1)
- 2001 B-Sides Ultra
- 2004 The Collection (UK #43)
- 2006 20th Century Masters: James
- 2007 Fresh as a Daisy - The Singles (UK#12)

Singles e EP
- 1983 Jimone
- 1985 James II
- 1985 Village Fire
- 1986 Chain Mail (UK #93)
- 1986 "So Many Ways"
- 1988 "What For" (UK #90)
- 1988 "Ya Ho"
- 1989 "Sit Down" (UK #77)
- 1989 "Come Home" (UK #84)
- 1990 "How Was It for You?" (UK #32)
- 1990 "Come Home" (Flood Mix) (UK #32)
- 1990 "Lose Control" (UK #38)
- 1991 "Sit Down" (relançamento) (UK #2)
- 1991 "Sound" (UK #9)
- 1992 "Born of Frustration" (UK #13)
- 1992 "Ring the Bells" (UK #37)
- 1992 "Seven" (UK #46)
- 1993 "Sometimes" (UK #18)
- 1993 "Laid" (UK #25, US #61)
- 1994 "Jam J"/"Say Something" (UK #24)
- 1997 "She's a Star" (UK #9)
- 1997 "Tomorrow" (UK #12)
- 1997 "Waltzing Along" (UK #23)
- 1998 "Destiny Calling" (UK #17)
- 1998 "Runaground" (UK #29)
- 1998 "Sit Down" (Apollo 440 mix) (UK #7)
- 1999 "I Know What I'm Here For" (UK #22)
- 1999 "Just Like Fred Astaire" (UK #17)
- 1999 "We're Going to Miss You" (UK #48)
- 2001 "Getting Away With It (All Messed Up)" (UK #22)
- 2007 "Who Are You"
- 2007 "Chameleon"
- 2008 "Whiteboy"
- 2008 "Waterfall"

### DVDs
- Come Home Live (1991) [VHS]
- Getting Away With It… Live (2002)
- Seven: Live Concert (2005)
- Fresh As A Daisy - The Videos (2007)